# IPadOS 16
iPadOS 16 est la quatrième version majeure du système d'exploitation iPadOS développé par Apple pour sa gamme de tablettes iPad. Le successeur d'iPadOS 15 a été annoncé lors de la Worldwide Developers Conference (WWDC) le 6 juin 2022, avec iOS 16, macOS Ventura, watchOS 9 et tvOS 16,. Il a reçu de nombreuses nouvelles fonctionnalités, améliorant le multitâche et de nombreux autres aspects du système d'exploitation.
La version publique d'iPadOS 16 est sortie le 24 octobre 2022, tandis que la version bêta publique était sortie le 11 juillet 2022,.

## Fonctionnalités

### Freeform
Freeform est une application de tableau blanc qui permet aux utilisateurs de collaborer en temps réel. Elle est sortie avec iPadOS 16.2.

### Météo
Pour la première fois depuis la sortie de l'iPad, l'application Météo est disponible,.

### Écran de verrouillage
L'écran de verrouillage a une nouvelle fonte et affiche la date au-dessus de l'heure comme sur iOS 16 mais n'a en revanche pas toutes les fonctionnalités de personnalisation.

### Clés d’identification
Les iPad peuvent maintenant s'authentifier sur les sites web implémentant WebAuthn en utilisant le mot de passe de l'utilisateur ou les données biométriques.

### Stage Manager
Les iPad équipés des puces A12X Bionic, A12Z Bionic, M1 et M2 peuvent utiliser Stage Manager. Cette fonctionnalité affiche jusqu'à quatre applications à la fois dans des fenêtres ajustables. En outre, sur les iPad équipés d'Apple M1 ou d'une puce plus récente, les écrans externes sont désormais pilotés par Stage Manager au lieu de la mise en miroir de l'écran, ce qui permet de mettre à l'échelle l'affichage sur les écrans externes. 

### Affichage à l'échelle
Sur les iPad avec système sur puce M1 ou plus récent, l'affichage à l'échelle permet d'augmenter l'espace d'affichage dans les applications en augmentant la densité de pixels de l'écran. Cette fonctionnalité a plus tard été rendue possible sur les iPad avec processeurs A12X Bionic et A12Z Bionic.

### Mode de référence
Sur les iPad Pro de 12,9 pouces (5e génération et 6e génération), ayant un écran Liquid Retina XDR, il est possible d'utiliser le mode référence qui peut être utilisé pour le travail de colorimétrie,,. Cela fonctionne aussi avec Sidecar tant que le Mac connecté est un Mac Apple Silicon.

### Contenu énoncé
Comme pour iOS 16, certaines langues déjà prises en charge ont reçu des voix supplémentaires et de nouvelles langues ont été ajoutées.

## Appareils compatibles
iPadOS 16 est comptable avec les iPad ayant des puces A9 ou A9X ou plus récentes, supprimant la prise en charge de l'iPad Air 2 et de l'iPad Mini 4, tous deux avec des puces A8 ou A8X. C'est également la deuxième fois qu'Apple abandonne la prise en charge des anciens iPad 64 bits. La liste comprend :
- iPad Air (3e génération)
- iPad Air (4e génération)
- iPad Air (5e génération)
- iPad (5e génération)
- iPad (6e génération)
- iPad (7e génération)
- iPad (8e génération)
- iPad (9e génération)
- iPad (10e génération)
- iPad Mini (5e génération)
- iPad Mini (6e génération)
- iPad Pro (tous les modèles)